# إبراهيم كلستان
إبراهيم كلستان (بالفارسية: ابراهیم گلستان) منتج أفلام ومخرج وكاتب هزلي إيراني (ولد عام 1922 في شيراز بإيران) كتب وأنتج العديد من الأفلام الإيرانية كفيلم البيت أسود بالتعاون مع فروغ فرخزاد.

## مؤلفاته
- آذار آخر شهور الخريف (7 قصص) 1948
- صيد الظل (4 قصص) 1955
- النهر والحائط والعطشان (10 قصص) 1967
- المد والضباب (3 قصص) 1975
- أسرار الكنز في قرية الشبح 1975
- الديك 1995
- حوارات 1998

## روابط خارجية
- إبراهيم كلستان على موقع IMDb (الإنجليزية)
- إبراهيم كلستان على موقع قاعدة بيانات الفيلم (الإنجليزية)
- إبراهيم كلستان على موقع كينوبويسك (الروسية)